# Tidore
Tidore is een eiland in de Molukken in Indonesië, vlak bij Halmahera. Het is 116 km² groot en het hoogste punt is 1730 m. Het was een sultanaat en een van de bekendste sultans was Bakanuku die zich tegen de VOC keerde.

## Fauna
De volgende zoogdieren komen er voor:
- Phalanger matabiru
- Dobsonia crenulata
- Eonycteris spelaea
- Macroglossus minimus
- Nyctimene albiventer
- Pteropus caniceps
- Pteropus conspicillatus
- Pteropus hypomelanus
- Pteropus personatus